# 達蘇莎女男爵法蘭西絲·達蘇莎
法蘭西絲·格特魯德·克萊爾·達蘇莎，達蘇莎女男爵 CMG PC（1944年4月18日—），是英國科學家和上議院終身貴族，自2011年9月1日出任英國上議院議長。

## 早年生活，教育和早期職業生涯
法蘭西絲·格特魯德·克萊爾·羅素是的羅伯特·安東尼·吉爾伯特和波林·羅素（娘家姓帕默特（Parmet））（Robert Anthony Gilbert and Pauline Russell）的女兒，並在伦敦大学学院修讀人类学，1970年學士學位畢業。

## 家庭
1959年她和斯坦尼斯·達蘇莎結婚，育有兩名兒女，1974年離婚，1985年到1994年和馬丁·格里菲思結婚，2003年與斯坦尼斯再婚。他們的長女是記者克麗斯塔·達蘇莎。

## 榮譽
1999年9月，達蘇莎獲得聖米迦勒及聖喬治勳章。

## 上議院生涯
達蘇莎在2004年7月1日獲封達蘇莎女男爵（Baroness D'Souza）終身貴族，封邑牛津郡。在上議院中她是一名中立議員，曾在2007年到2011年成為中立議員召集人，被評為「遠高於平均水平」的召集人。 
2011年7月13日，達蘇莎當選上議院議長，並在2011年9月就任新崗位，她現在是上議院一位無黨派人士。

## 外部連結
- 達蘇莎女男爵在英國議會網頁的資料 （页面存档备份，存于）

| 大不列颠及北爱尔兰联合王国国会 | 大不列颠及北爱尔兰联合王国国会 | 大不列颠及北爱尔兰联合王国国会 |
| ------------------------------ | ------------------------------ | ------------------------------ |
| 前任者： 霍頓的威廉遜閣下      | 中立議員召集人 2007年－2011年  | 繼任者： 拉明閣下              |
| 前任者： 海曼女男爵            | 英國上議院議長 2011年－2016年  | 繼任者： 福勒勳爵              |